# Port-de-Piles
Pour les articles homonymes, voir Pile.
Port-de-Piles est une commune du Centre-Ouest de la France, située dans le département de la Vienne en région Nouvelle-Aquitaine.

## Géographie
Port-de-Piles est limitrophe de la commune de Ports, qui est parfois appelée Ports-sur-Vienne.
Les citoyens de Port de Piles sont nommés les Port-de-Pilois et les Port-de-Piloises.

### Hydrographie
Le territoire communal est arrosé par les rivières Creuse et Vienne. Le confluent de ces deux cours d'eau est sur le territoire de la commune.

### Communes limitrophes
| Ports-sur-Vienne (Indre-et-Loire) | Nouâtre (Indre-et-Loire) | La Celle-Saint-Avant (Indre-et-Loire) |
| Pussigny (Indre-et-Loire)         | Port-de-Piles            |                                       |
|                                   | Les Ormes                | Descartes (Indre-et-Loire)            |

### Climat
Pour des articles plus généraux, voir Climat de la Nouvelle-Aquitaine et Climat de la Vienne.
Historiquement, la commune est exposée à un climat océanique du nord-ouest.  
En 2020, Météo-France publie une typologie des climats de la France métropolitaine dans laquelle la commune est exposée à un climat océanique altéré et est dans une zone de transition entre les régions climatiques « Moyenne vallée de la Loire » et « Poitou-Charentes »0.
Pour la période 1971-2000, la température annuelle moyenne est de 11,2 °C, avec une amplitude thermique annuelle de 15 °C. Le cumul annuel moyen de précipitations est de 682 mm, avec 10,7 jours de précipitations en janvier et 6,7 jours en juillet. Pour la période 1991-2020, la température moyenne annuelle observée sur la station météorologique la plus proche, située sur la commune de Courcoué à 16 km à vol d'oiseau, est de 12,5 °C et le cumul annuel moyen de précipitations est de 688,4 mm,. Pour l'avenir, les paramètres climatiques de la commune estimés pour 2050 selon différents scénarios d’émission de gaz à effet de serre sont consultables sur un site dédié publié par Météo-France en novembre 2022.

## Urbanisme

### Typologie
Au 1er janvier 2024, Port-de-Piles est catégorisée bourg rural, selon la nouvelle grille communale de densité à sept niveaux définie par l'Insee en 2022.
Elle est située hors unité urbaine. Par ailleurs la commune fait partie de l'aire d'attraction de Châtellerault, dont elle est une commune de la couronne,. Cette aire, qui regroupe 44 communes, est catégorisée dans les aires de 50 000 à moins de 200 000 habitants,.

### Occupation des sols
L'occupation des sols de la commune, telle qu'elle ressort de la base de données européenne d’occupation biophysique des sols Corine Land Cover (CLC), est marquée par l'importance des territoires agricoles (67,8 % en 2018), en diminution par rapport à 1990 (69,6 %). La répartition détaillée en 2018 est la suivante : 
terres arables (67,7 %), forêts (16,1 %), eaux continentales (9,6 %), zones urbanisées (6,5 %), zones agricoles hétérogènes (0,1 %). L'évolution de l’occupation des sols de la commune et de ses infrastructures peut être observée sur les différentes représentations cartographiques du territoire : la carte de Cassini (XVIIIe siècle), la carte d'état-major (1820-1866) et les cartes ou photos aériennes de l'IGN pour la période actuelle (1950 à aujourd'hui).

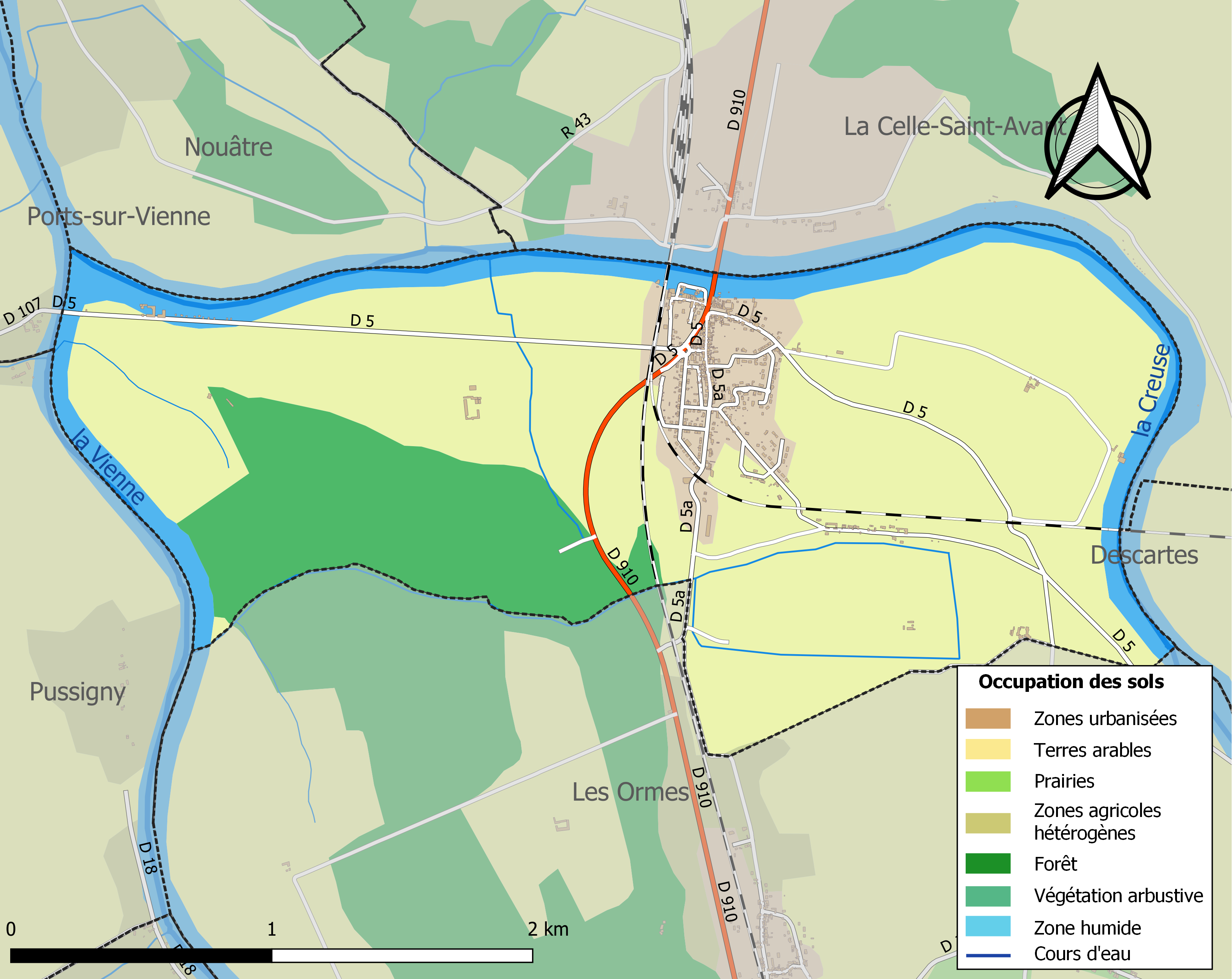
Carte des infrastructures et de l'occupation des sols de la commune en 2018 (CLC).

### Risques majeurs
Le territoire de la commune de Port-de-Piles est vulnérable à différents aléas naturels : météorologiques (tempête, orage, neige, grand froid, canicule ou sécheresse), inondations, mouvements de terrains et séisme (sismicité faible). Il est également exposé à deux risques technologiques,  le transport de matières dangereuses et la rupture d'un barrage. Un site publié par le BRGM permet d'évaluer simplement et rapidement les risques d'un bien localisé soit par son adresse soit par le numéro de sa parcelle.

#### Risques naturels
Certaines parties du territoire communal sont susceptibles d’être affectées par le risque d’inondation par débordement de cours d'eau, notamment la Creuse. La commune a été reconnue en état de catastrophe naturelle au titre des dommages causés par les inondations et coulées de boue survenues en 1982, 1993, 1995, 1999 et 2010,. Le risque inondation est pris en compte dans l'aménagement du territoire de la commune par le biais du plan de prévention des risques (PPR) inondation (PPRI) de la « vallée de la Vienne "aval" - Section Antran/Port-de-Piles », approuvé le 20 avril 2010 et par le PPRI « Vienne Communauté d’Agglomération de Grand Châtellerault (CAGC) », prescrit le 28 janvier 2021.

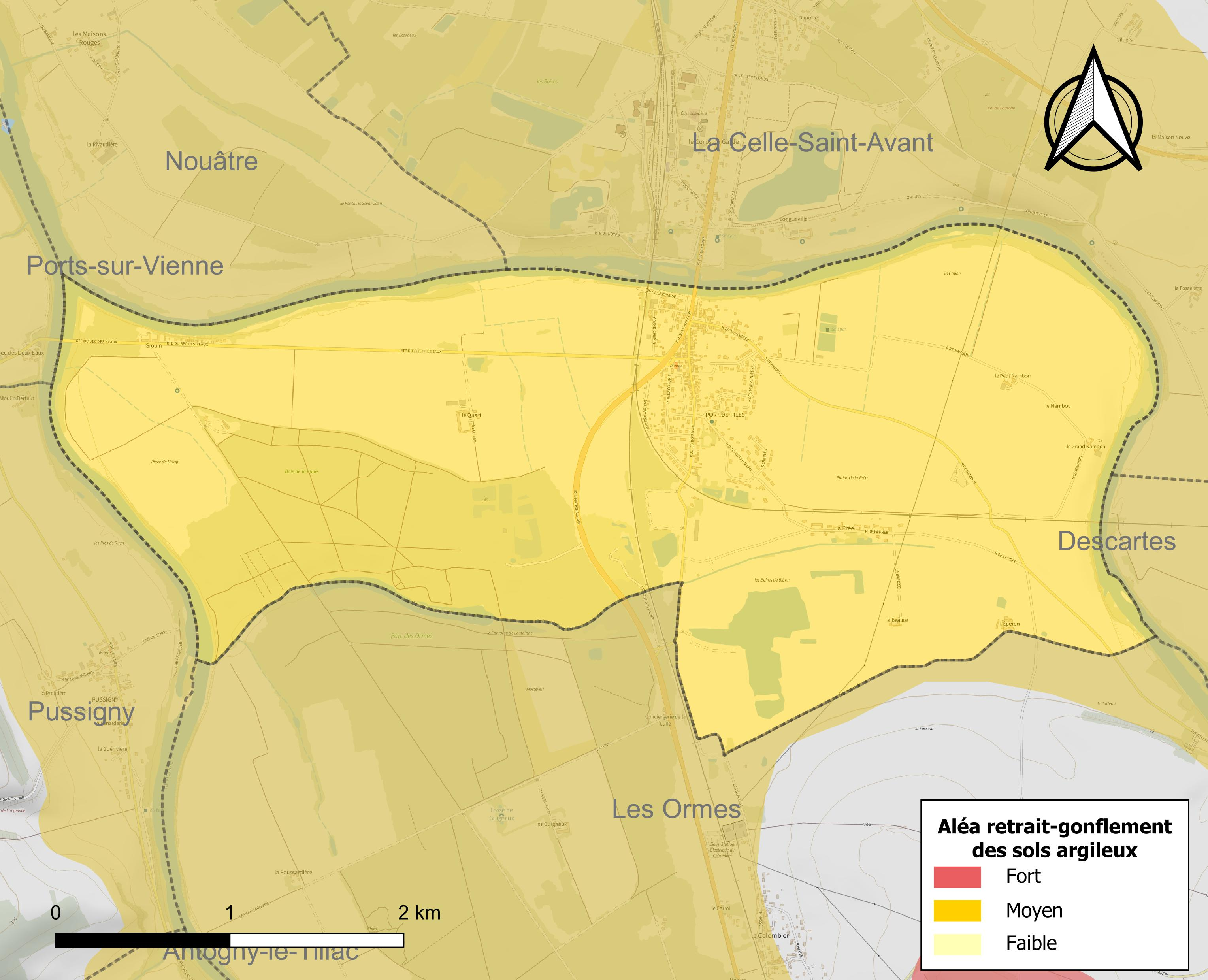
Carte des zones d'aléa retrait-gonflement des sols argileux de Port-de-Piles.

Les mouvements de terrains susceptibles de se produire sur la commune sont des affaissements et effondrements liés aux cavités souterraines (hors mines) et des tassements différentiels. Afin de mieux appréhender le risque d’affaissement de terrain, un inventaire national permet de localiser les éventuelles cavités souterraines sur la commune. Le retrait-gonflement des sols argileux est susceptible d'engendrer des dommages importants aux bâtiments en cas d’alternance de périodes de sécheresse et de pluie. La totalité de la commune est en aléa moyen ou fort (79,5 % au niveau départemental et 48,5 % au niveau national). Depuis le 1er octobre 2020, en application de la loi ÉLAN, différentes contraintes s'imposent aux vendeurs, maîtres d'ouvrages ou constructeurs de biens situés dans une zone classée en aléa moyen ou fort,.
La commune a été reconnue en état de catastrophe naturelle au titre des dommages causés par des mouvements de terrain en 1999 et 2010.

#### Risque technologique
La commune est en outre située en aval des barrages d'Éguzon dans l’Indre et de Vassivière dans la Creuse, des ouvrages de classe A. À ce titre elle est susceptible d’être touchée par l’onde de submersion consécutive à la rupture d'un de ces ouvrages.

## Histoire

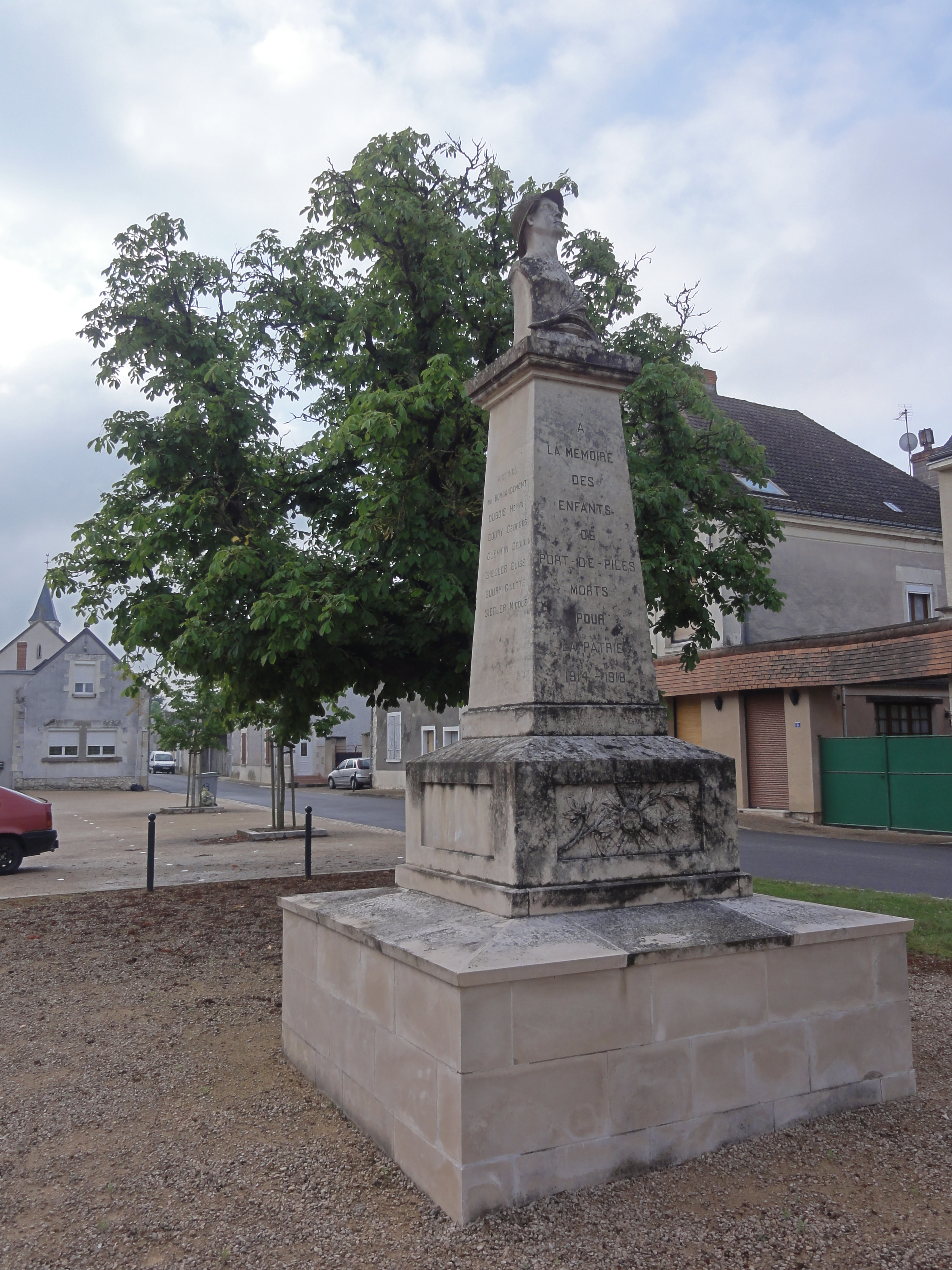
Monument aux morts.

Lors de la Seconde Guerre mondiale, la gare est bombardée par l’US Air Force le 23 mai 1944. Quatre P-38 (doubles queues) lâchent huit bombes en tentant de toucher la gare et les voies, et d’éviter les maisons. Aucun dégât n’est causé aux installations ferroviaires, mais six personnes sont tuées, huit blessées, et 14 maisons détruites,. Par la suite, l’aviation alliée attaque régulièrement des « cibles d’opportunité » à Port-de-Piles, pour un total de 15 mitraillages aériens jusqu’au 31 août.
En 1945, pour fêter la Libération et le retour de la République, un arbre de la liberté est planté.
Origines de Port-de-Piles
Port-de-Piles (le) canton de Dangé, commune érigée le 26 novembre 1849, démembrée de celle des Ormes.
Appellations successives :
Portus qui est ad pilas  (le port qui est aux piles) Vers 1064 (Cartulaire de Noyers)
Portus pilarum ou Portus de pilis (vers 1081)
Portus de Piles (vers 1107)
Prioratus de pile (Le prioré de Pile vers 1244)
Portus de Piles (d'après BOUQUET)
Le Port de Piles (vers 1446 Duché de Châtellerault)
Le Port de Pille (1728 Cure de Noyers)

## Politique et administration

### Intercommunalité
La commune est rattachée à la Communauté d'agglomération de Grand Châtellerault.

### Liste des maires
| Période   | Période   | Identité         | Étiquette | Qualité |
| --------- | --------- | ---------------- | --------- | ------- |
| mars 1971 | mars 1989 | Daniel Redlinger | PS        |         |
| mars 1989 | ?         | Gérard Dubosson  |           |         |
| mars 2001 | mars 2014 | Joseph Souhard   |           |         |
| mars 2014 | en cours  | Pascal Barbot    |           |         |

### Instances judiciaires et administratives
La commune relève du tribunal d'instance de Poitiers, du tribunal de grande instance de Poitiers, de la cour d'appel  de Poitiers, du tribunal pour enfants de Poitiers, du conseil de prud'hommes de Poitiers, du tribunal de commerce de Poitiers, du tribunal administratif de Poitiers et de la cour administrative d'appel  de  Bordeaux, du tribunal des pensions de Poitiers, du tribunal des affaires de la Sécurité sociale de la Vienne, de la cour d’assises de la Vienne.

### Services publics
Les réformes successives de La Poste ont conduit à la fermeture de nombreux bureaux de poste ou à leur transformation en simple relais ; la commune a bénéficié quelques années d'un relais poste définitivement fermé.

## Démographie
L'évolution du nombre d'habitants est connue à travers les recensements de la population effectués dans la commune depuis 1846. Pour les communes de moins de 10 000 habitants, une enquête de recensement portant sur toute la population est réalisée tous les cinq ans, les populations de référence des années intermédiaires étant quant à elles estimées par interpolation ou extrapolation. Pour la commune, le premier recensement exhaustif entrant dans le cadre du nouveau dispositif a été réalisé en 2006.

En 2022, la commune comptait 548 habitants, en évolution de −2,66 % par rapport à 2016 (Vienne : +0,6 %, France hors Mayotte : +2,11 %).
| 1846 | 1851 | 1856 | 1861 | 1866 | 1872 | 1876 | 1881 | 1886 |
| ---- | ---- | ---- | ---- | ---- | ---- | ---- | ---- | ---- |
| 599  | 552  | 439  | 450  | 478  | 412  | 424  | 429  | 513  |

| 1891 | 1896 | 1901 | 1906 | 1911 | 1921 | 1926 | 1931 | 1936 |
| ---- | ---- | ---- | ---- | ---- | ---- | ---- | ---- | ---- |
| 477  | 482  | 433  | 495  | 497  | 500  | 497  | 460  | 494  |

| 1946 | 1954 | 1962 | 1968 | 1975 | 1982 | 1990 | 1999 | 2006 |
| ---- | ---- | ---- | ---- | ---- | ---- | ---- | ---- | ---- |
| 395  | 494  | 535  | 562  | 608  | 577  | 487  | 513  | 511  |

| 2011 | 2016 | 2021 | 2022 | - | - | - | - | - |
| ---- | ---- | ---- | ---- | - | - | - | - | - |
| 550  | 563  | 556  | 548  | - | - | - | - | - |

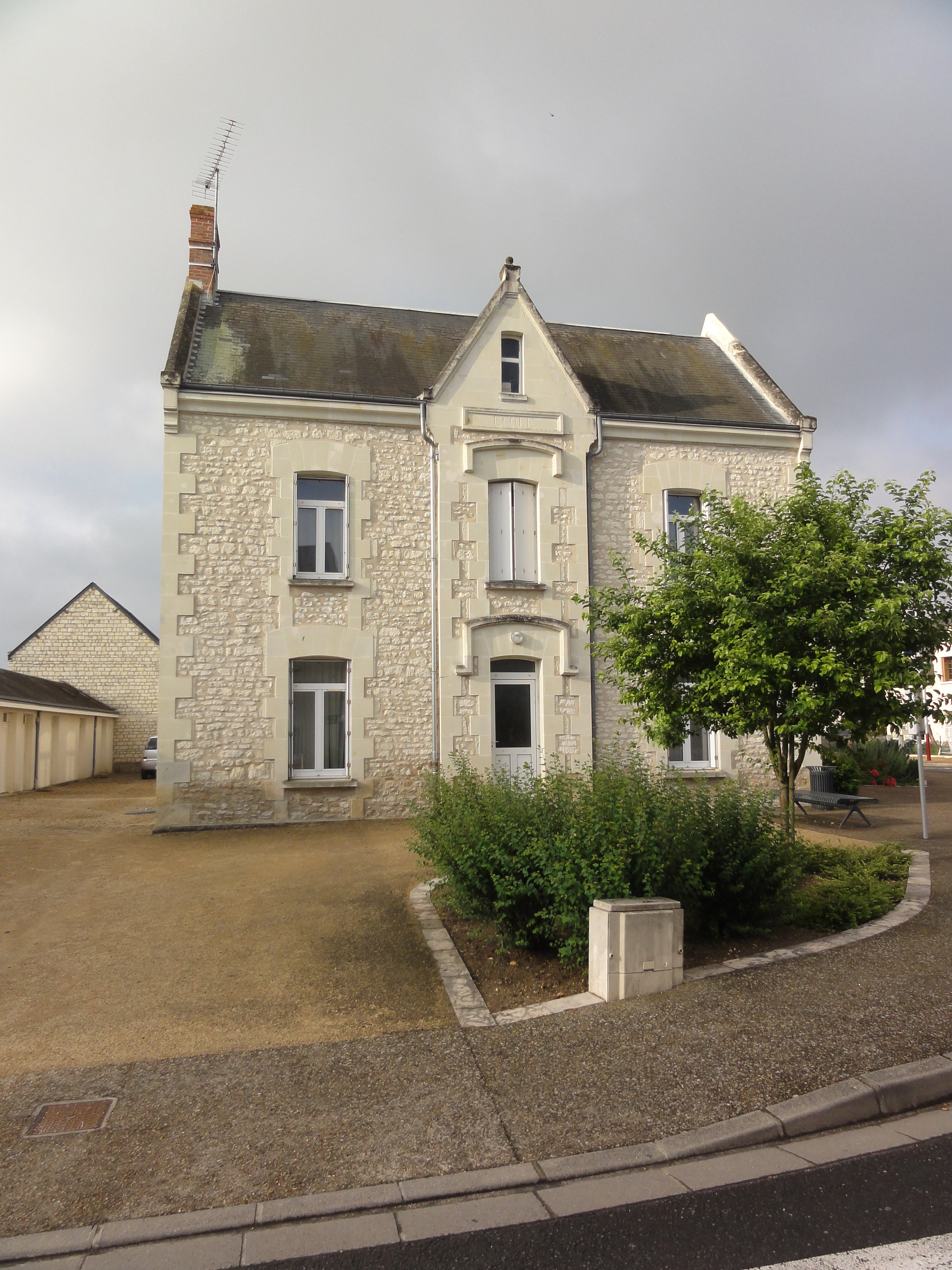
L'école.

En 2008, selon l’Insee, la densité de population de la commune était de 103 hab./km2 contre 61 hab./km2 pour le département, 68 hab./km2 pour la région Poitou-Charentes et 115 hab./km2 pour la France.

## Économie
Selon la direction régionale de l'Alimentation, de l'Agriculture et de la Forêt de Poitou-Charentes, il n'y a plus que 2 exploitations agricoles en 2010.

## Culture locale et patrimoine

### Lieux et monuments
- Viaduc ferroviaire de Port-de-Piles, sur la Creuse, pont de cinq travées en maçonnerie de 20 mètres d'ouverture, de 8,60 m de largeur et 150 m de longueur totale[32].
- Église Notre-Dame-Immaculée de Port-de-Piles.
- Église Saint-Nicolas de Port-de-Piles.

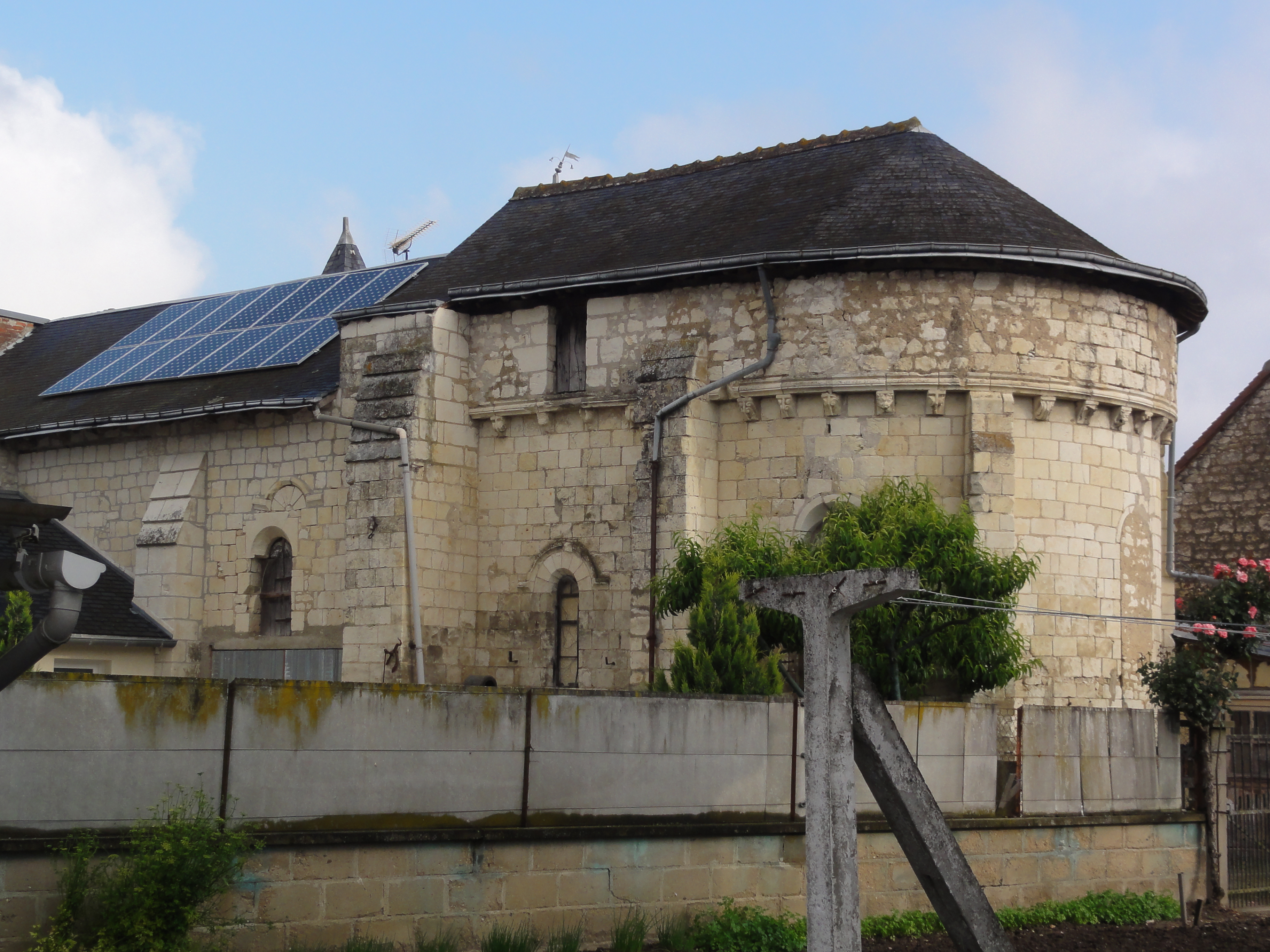
Ancienne église Saint-Nicolas de Port-de-Piles, désaffectée.
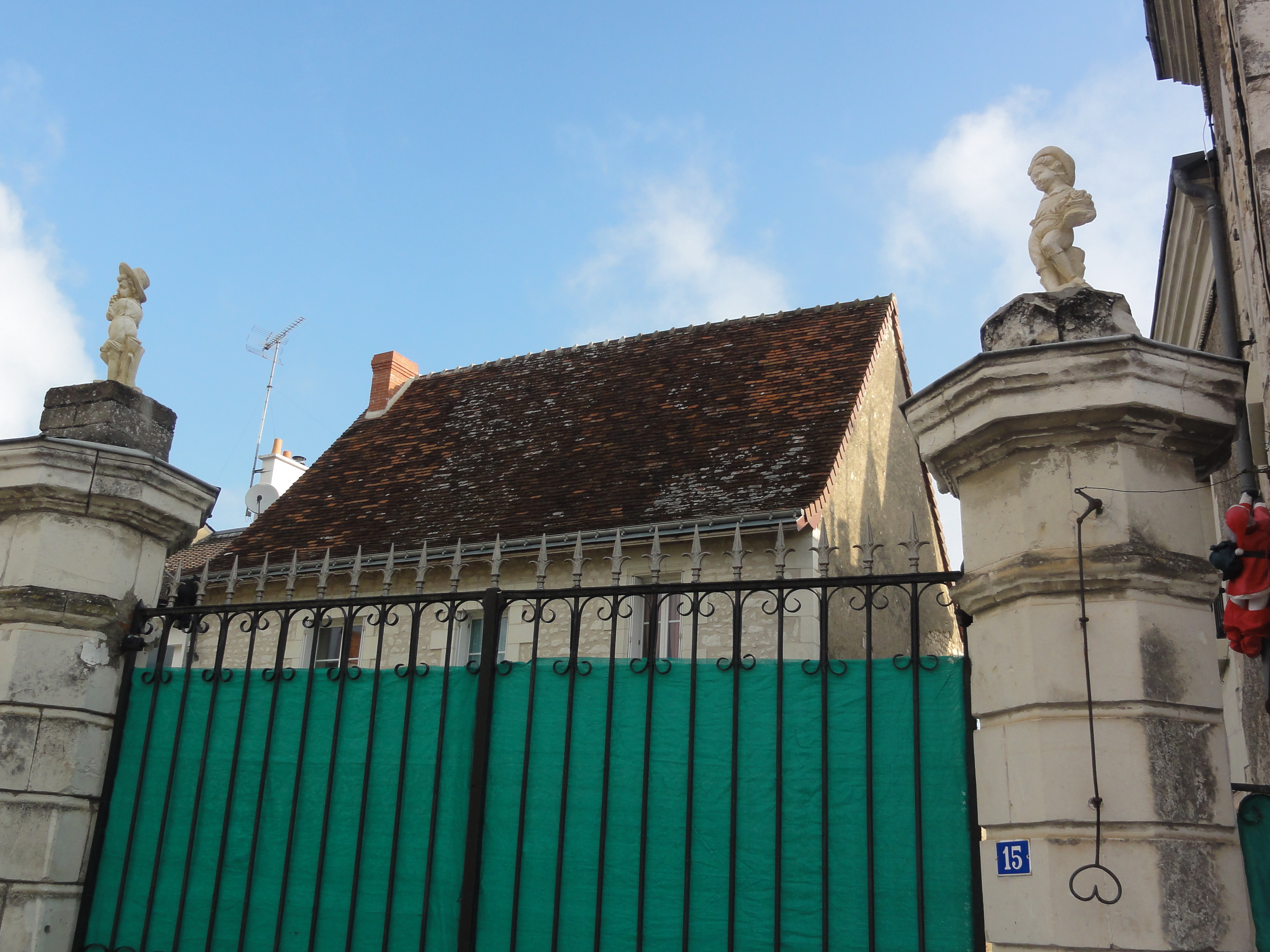
Portail monumental, place de la Résistance.
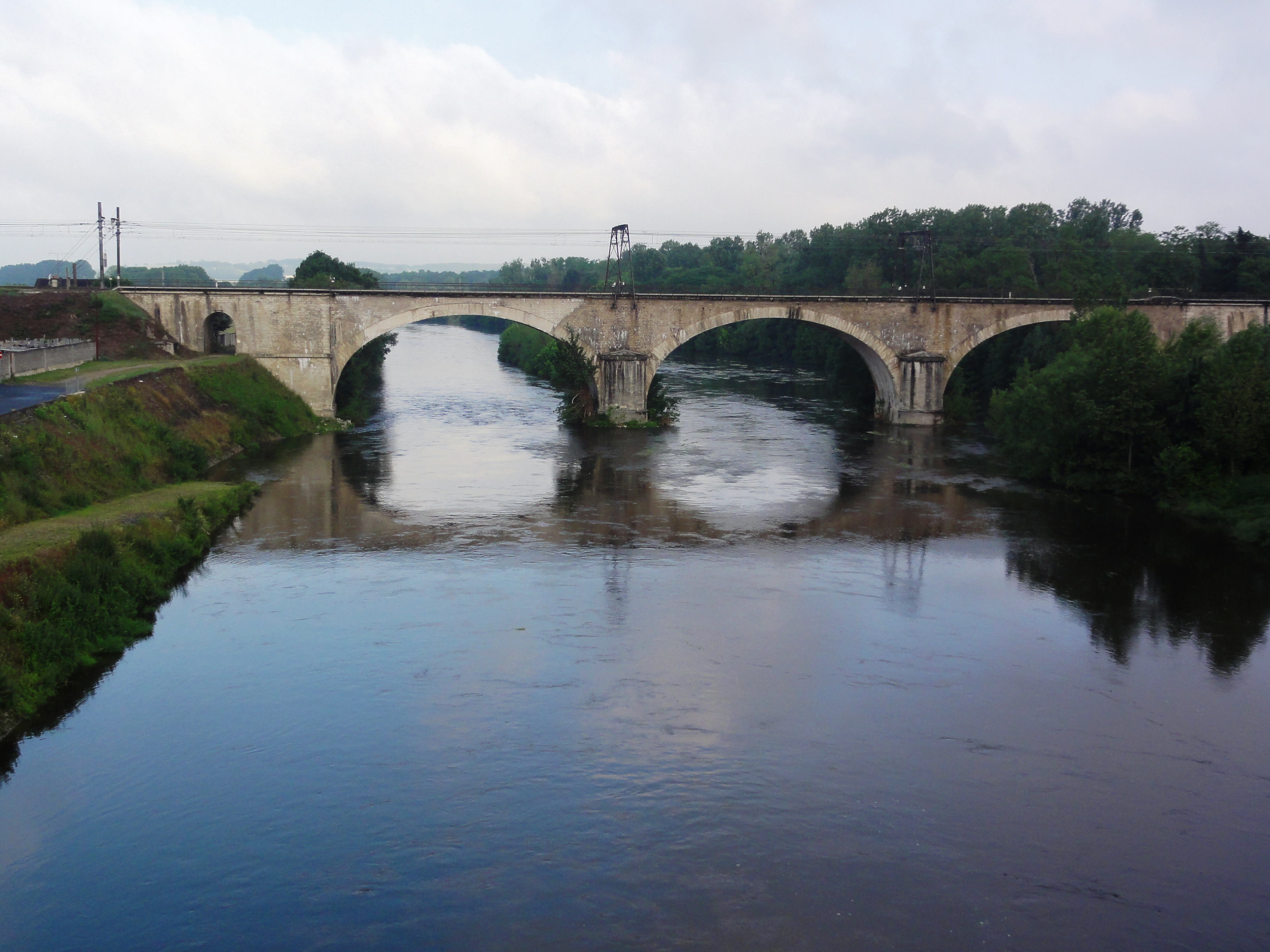
La Creuse entre Port-de-Piles et La Celle-Saint-Avant.

### Personnalités liées à la commune
Ouvrages littératures